# Bernd Kappenstein
Bernd Kappenstein (* 1955) ist ein deutscher Politiker (CDU). Er war von 1999 bis 2007 Oberbürgermeister von Schwetzingen.
Er wuchs in Friolzheim auf. Nach der Schule absolvierte er eine Ausbildung zum gehobenen Dienst an der Fachhochschule Kehl und in der Stadtverwaltung Pforzheim. 1977 schloss er als Jahrgangsbester im Fach Öffentliche Finanzwirtschaft ab. Danach war Kappenstein Hauptamtsleiter in Forst und Leiter des Hauptamts und der Wirtschaftsförderung in Ubstadt-Weiher.
1985 trat Kappenstein der CDU bei und kandidierte im Jahr darauf für das Amt des Bürgermeisters in Nußloch, wo er sich aber nicht durchsetzen konnte. Er ging dann 1990 nach Schwetzingen, wo er zum Beigeordneten gewählt wurde. Nachdem der bisherige Oberbürgermeister Gerhard Stratthaus 1998 Finanzminister von Baden-Württemberg geworden war, kandidierte Kappenstein für seine Nachfolge. Im Januar 1999 gewann er im ersten Wahlgang mit 50,8 Prozent und wurde Oberbürgermeister der Großen Kreisstadt. Kappenstein amtierte allerdings nur eine Wahlperiode. Bei der Wahl 2006 unterlag er überraschend gegen Bernd Junker um 57 Stimmen.
Anschließend war Kappenstein bei der MVV Energie tätig, bis er 2009 zur Metropolregion Rhein-Neckar GmbH wechselte. Der Politik blieb er ehrenamtlich treu, so wurde er 2009 erneut in den Kreistag des Rhein-Neckar-Kreises gewählt.
Kappenstein hat sechs Geschwister. Sein Bruder Jürgen Kappenstein war von 2006 bis 2022 Bürgermeister von Schwetzingens Nachbargemeinde Ketsch.